# Église d'Ikaalinen
L'église d'Ikaalinen (en finnois : Ikaalisten kirkko) est une église située à Ikaalinen en Finlande. 

## Description
L'église conçue par Thure Gustaf Wennberg (sv) est construite sous la direction de Salomon Köhlström. 
Elle est inaugurée par Henrik Bergrothle le 4 août 1801. 
Elle sera rénovée en 1859–1860, est on construira un nouveau clocher.
Le retable peint en 1874 par Berndt Godenhjelm représente La transfiguration du Christ.

## Galerie

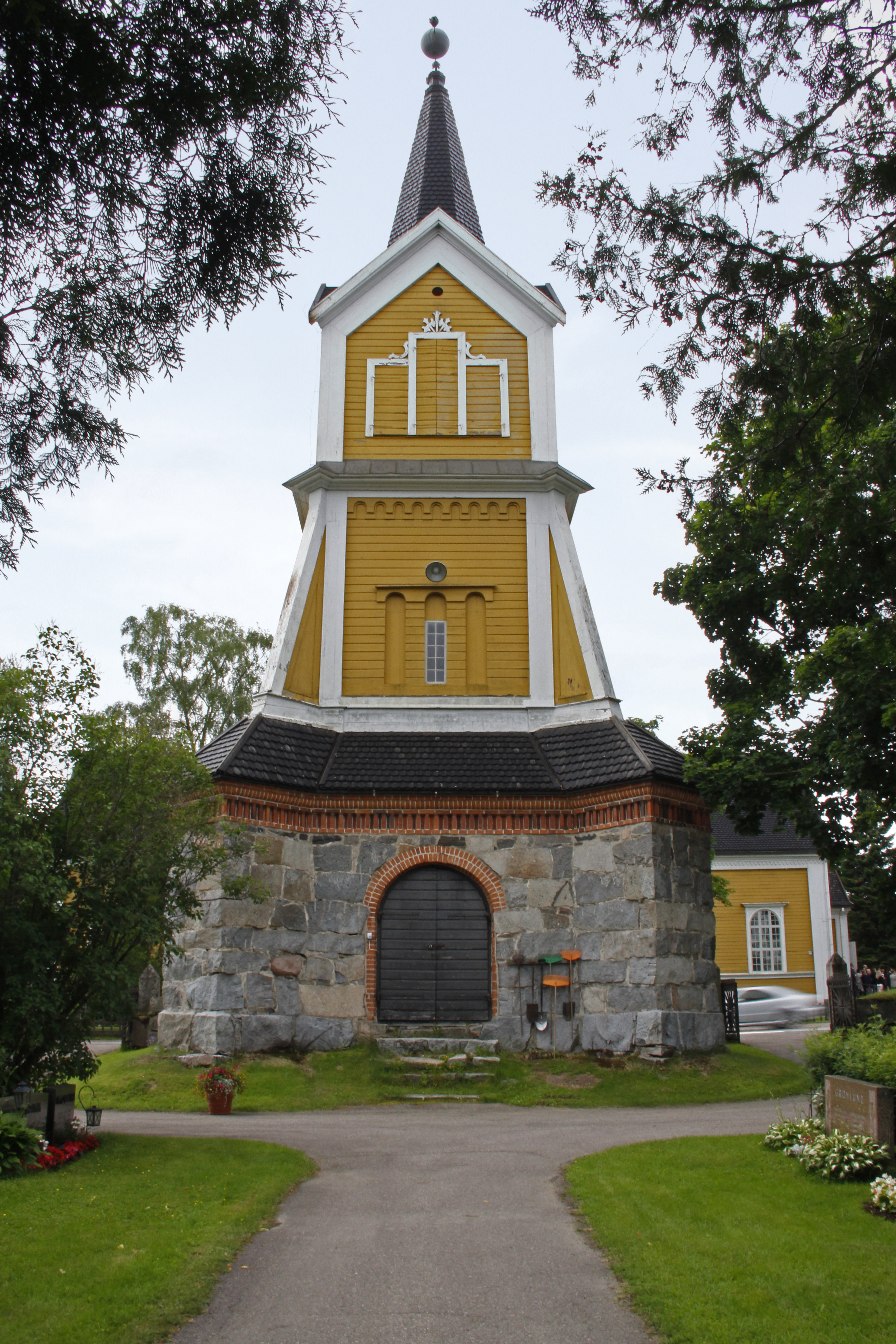
Le clocher.
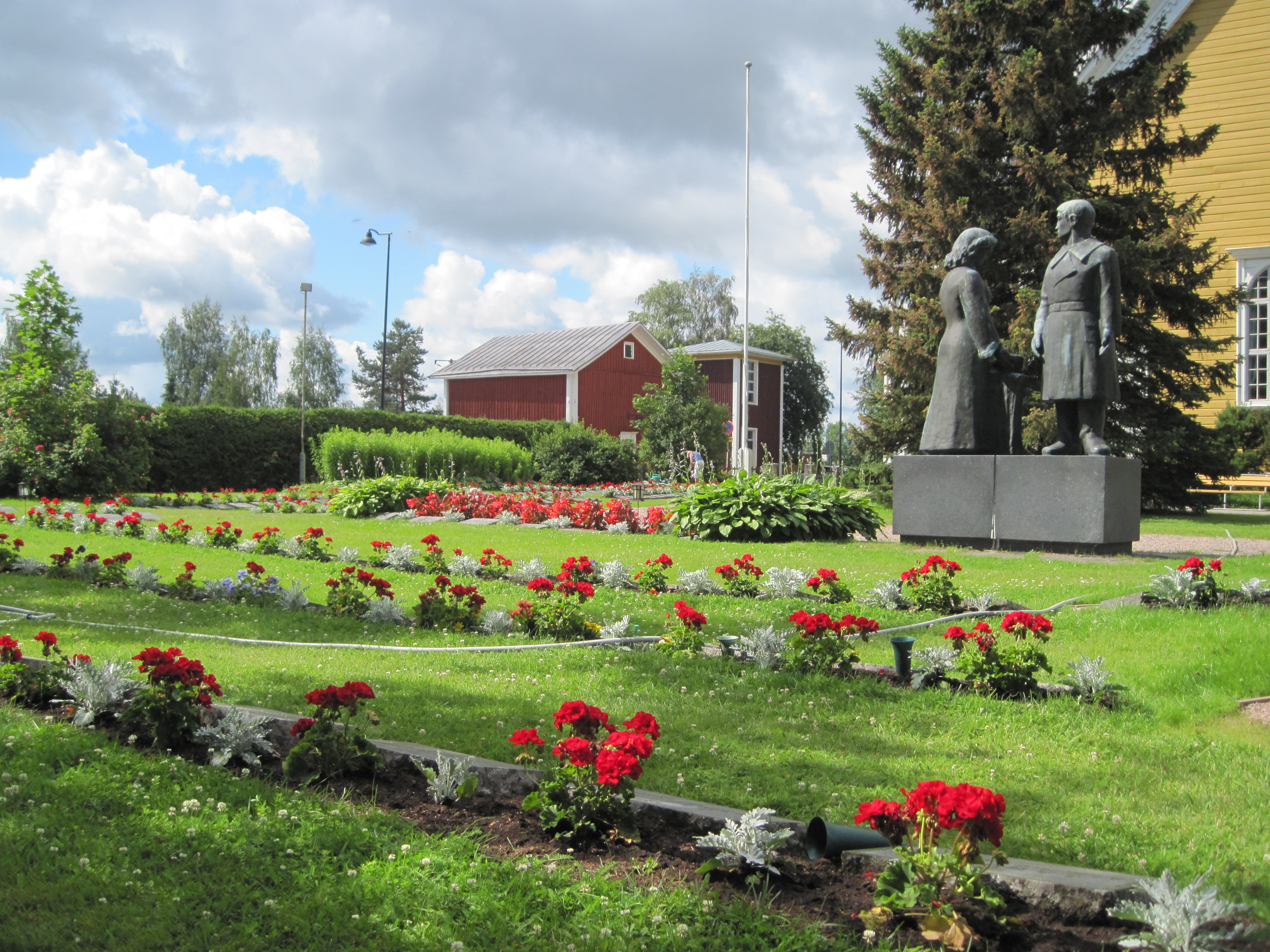
Les tombes des héros de la guerre.